# Heinrich von Houwald
Heinrich Wilibald Freiherr von Houwald, seit 1840 Graf von Houwald (* 17. April 1807 in Straupitz; † 11. April 1884 ebenda) war ein preußischer Graf.

## Familie
Heinrich von Houwald entstammte der im 17. Jahrhundert nobilitierten Familie Houwald. Ihr Ahnherr Christoph von Houwald war als General im Dreißigjährigen Krieg zu Wohlstand gekommen, der ihm ermöglichte neben Gütern in Ostpreußen die freie Standesherrschaft Straupitz in der Niederlausitz zu erwerben. Der Besitz der Freien Standesherrschaft Straupitz gewährte der Familie einen erblichen Sitz im Preußischen Herrenhaus, nicht aber die Reichsstandschaft.
Heinrich von Houwald war Sohn des Standesherrn Karl Heinrich von Houwald. Der Dichter Ernst von Houwald war sein Onkel. Houwald heiratete eine Cousine, Florentine Freiin von Houwald, mit der er vier Kinder Heinrich (1843–1873), Ernst (1844–1903), Johanna (1849–?) und Otto (1853–1919) hatte.

## Leben
Heinrich von Houwald studierte an der Ruprecht-Karls-Universität Heidelberg. 1831 wurde er Mitglied des Corps Saxo-Borussia Heidelberg. Er war Freier Standesherr auf Straupitz bei Lübben und Ehrenritter des Johanniterordens. 1847/1848 nahm er einen Sitz in der Herrenkurie des Ersten und Zweiten Vereinigten Landtages ein. Von 1854 bis zu seinem Tode 1884 nahm er den seiner Familie mit erblichem Recht zustehenden Sitz im Preußischen Herrenhaus ein.